# Chimarra clara
Chimarra clara är en nattsländeart som beskrevs av Martin E. Mosely 1939. Chimarra clara ingår i släktet Chimarra och familjen stengömmenattsländor. Inga underarter finns listade i Catalogue of Life.